# Ebarti I.

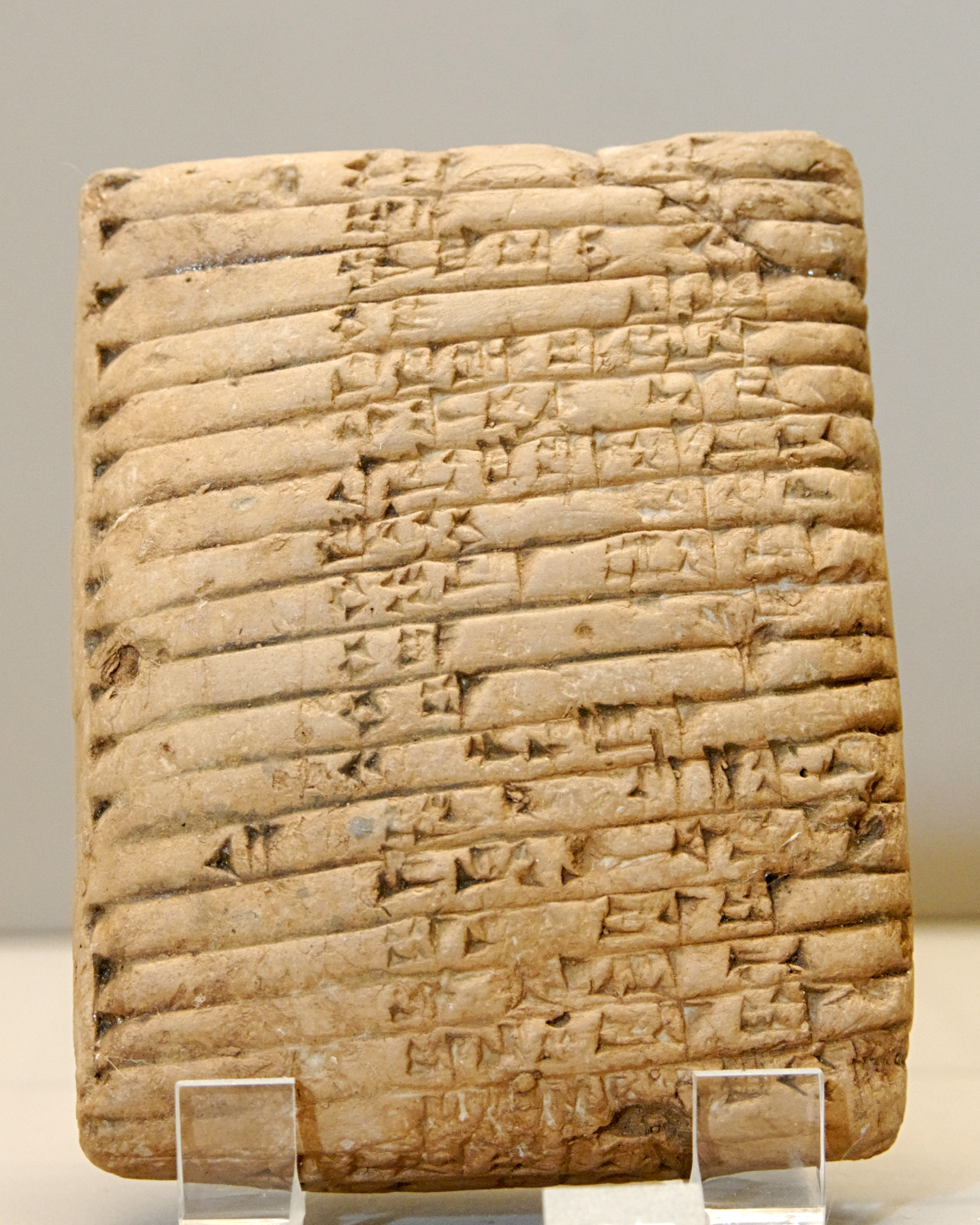
Keilschrifttafel mit der Liste der Könige von Šimaški

Ebarti (I.) (Yabrat) war ein Herrscher auf dem Gebiet des heutigen Iran. Er erscheint in einer Königsliste aus Susa als Herrscher der Šimaški-Dynastie und regierte am Ende des dritten Jahrtausends v. Chr. Er ist aus Keilschrifttexten aus Mesopotamien und Susa bekannt. In den Texten aus Mesopotamien der Ur-III-Zeit erscheint er als Yabrat. Šimaški war ein Gebiet im Westen des heutigen Iran, das am Ende des dritten Jahrtausends v. Chr. auch über Elam herrschte und dessen Herrscher permanent im Konflikt mit Mesopotamien standen.
Ebarti ist der am häufigsten in mesopotamischen Quellen genannte Herrscher dieser Dynastie und ist in einem Zeitraum von 21 Jahren bezeugt. Sein genauer Herrschaftsbereich ist nicht klar ersichtlich aus den Texten, doch scheint er die Region zwischen Anschan und Susa beherrscht zu haben. Er scheint aber auch ab einem gewissen Zeitpunkt in Šimaški regiert zu haben. Der Belegungszeitraum von Ebarti reicht dabei vom 44. Regierungsjahr des UR-III zeitlichen Königs Šulgi bis zum 8. Regierungsjahr von Šu-Sin. In frühen Texten erscheint der Herrscher als Lieferant von Tieren und sandte mehrmals Gesandte nach Ur. Er scheint loyal gegenüber der Dynastie III von Ur gewesen zu sein. Unter Ibbi-Suen hatte die UR-III-Dynastie jedoch Probleme und es scheint, dass Ebarti die Schwächeperiode nutzte und sich gegen Ur stellte und Susa, das unter der Herrschaft von Ur stand, angriff und eroberte. Jedenfalls erscheint Ebarti in zwei Jahresdatierungen aus Susa, was eindeutig bezeugt, dass er diese Stadt beherrschte. Diese Herrschaft scheint jedoch nur kurz gewesen zu sein und deckte wahrscheinlich nur die Jahre 4 bis 8 der Herrschaft von Ibbi-Suen ab; Letzterer konnte die Stadt wieder zurückerobern. Ebarti verschwindet in der Folgezeit aus den Quellen. Ibbi-Suen startete in seinem 9. Regierungsjahr einen militärischen Angriff auf Anschan. Es ist jedoch unklar, ob Ebarti oder dessen Sohn der gegnerische Herrscher war.
Auf einem Rollsiegel wird Ebartis Gemahlin genannt, deren Name jedoch unleserlich ist.